# Pinus rzedowskii
Pinus rzedowskii là một loài thực vật hạt trần trong họ Thông. Loài này được Madrigal & M.Caball. miêu tả khoa học đầu tiên năm 1969.